# П-42
П-42 — советский/российский экспериментальный реактивный самолёт, созданный на основе истребителя Су-27 путём облегчения конструкции и демонтажа большей части бортового оборудования, предназначенный для установления рекордов скороподъёмности, высоты, дальности полёта и другого.

## Особенности самолёта

### Планер
П-42, аналогично Су-27, имеет нормальную аэродинамическую схему и интегральную компоновку: крыло плавно сопрягается с фюзеляжем, образуя единый несущий корпус. Крыло имеет стреловидность 42° по передней кромке. Для улучшения аэродинамических характеристик самолёта на больших углах атаки и увеличения аэродинамического качества при полёте на сверхзвуковых скоростях используются корневые наплывы большой стреловидности. Для снижения веса конструкции было решено отказаться от механизации крыла. Горизонтальное оперение состоит из цельноповоротного стабилизатора, при симметричном отклонении консолей выполняющего функции руля высоты, а при дифференциальном — служащего для управления по крену. Было решено отказаться от регулируемых воздухозаборников. Вертикальное оперение двухкилевое, по сравнению с серийными Су-27, высота килей была уменьшена, демонтированы пилоны, подфюзеляжные гребни и хвостовая балка. Носовой обтекатель был заменён с радиопрозрачного на более лёгкий металлический, была демонтирована значительная часть БРЭО, радиолокационная и оптико-локационная станции. Благодаря применению всех этих мер, максимальную взлётную массу удалось снизить до 14100 кг, масса пустого самолёта не сообщается.

### Силовая установка
П-42 оснащался двумя форсированными турбореактивными двухконтурными двигателями семейства АЛ-31Ф, которые получили обозначение «Р-32». По сравнению с обычными АЛ-31Ф, форсажная тяга двигателей Р-32 была увеличена до 13600 кгс. Два таких двигателя вместе с небольшой максимальной взлётной массой самолёта обеспечивали значение тяговооружённости не менее 1,93 кгс/кг. Благодаря этому самолёт получил возможность преодолевать звуковой барьер в режиме вертикального набора высоты. Высокая тяговооружённость также создала и своеобразную проблему: тормоза не удерживали самолёт на старте. Для решения этой проблемы использовался тяжёлый гусеничный тягач, к которому самолёт прицеплялся с помощью троса и электронного замка. От реактивной струи тягач был защищён массивной бронеплитой.

## Рекорды
Источник

### Подкласс C-1h (взлётная масса от 12000 до 16000 кг), группа 3 (реактивные двигатели)
| Дата                 | Пилот              | Достижение  | Название                           | Статус на ноябрь 2024 |
| -------------------- | ------------------ | ----------- | ---------------------------------- | --------------------- |
| 27 октября 1986 года | Виктор Пугачев     | 25.37 с     | Подъём на высоту 3000 м            | Действуют             |
| 15 ноября 1986 года  | Виктор Пугачев     | 37.05 с     | Подъём на высоту 6000 м            | Действуют             |
| 10 марта 1987 года   | Николай Садовников | 44.18 с     | Подъём на высоту 9000 м            | Действуют             |
| 10 марта 1987 года   | Николай Садовников | 55.54 с     | Подъём на высоту 12000 м           | Действуют             |
| 23 марта 1988 года   | Николай Садовников | 1 м 10 с    | Подъём на высоту 15000 м           | Действуют             |
| 17 мая 1988 года     | Олег Цой           | 28 с        | Подъём на высоту 3000 м с 1000 кг  | Действуют             |
| 19 апреля 1988 года  | Олег Цой           | 38 с        | Подъём на высоту 6000 м с 1000 кг  | Действуют             |
| 17 мая 1988 года     | Олег Цой           | 48 с        | Подъём на высоту 9000 м с 1000 кг  | Действуют             |
| 17 мая 1988 года     | Олег Цой           | 59 с        | Подъём на высоту 12000 м с 1000 кг | Действуют             |
| 29 марта 1990 года   | Виктор Пугачёв     | 1 м 21.71 с | Подъём на высоту 15000 м с 1000 кг | Действуют             |

### Подкласс C-1i (взлётная масса от 16000 до 20000 кг), группа 3 (реактивные двигатели)
| Дата             | Пилот          | Достижение | Название                              | Статус на ноябрь 2024                                          |
| ---------------- | -------------- | ---------- | ------------------------------------- | -------------------------------------------------------------- |
| 20 мая 1993 года | Виктор Пугачев | 22 250 м   | Максимальная высота с 1000 кг         | Действует                                                      |
| 20 мая 1993 года | Виктор Пугачев | 1015 кг    | Макс. вес, поднятый на высоту 15000 м | Упразднен (изменены правила), на момент упразднения действовал |
| 20 мая 1993 года | Виктор Пугачев | 2 м 6 с    | Подъём на высоту 15000 м              | Действуют                                                      |
| 20 мая 1993 года | Виктор Пугачев | 2 м 6 с    | Подъём на высоту 15000 м с 1000 кг    | Действуют                                                      |

### Класс N (самолёты короткого взлёта), группа 3 (реактивные двигатели)
| Дата                | Пилот              | Достижение | Название                           | Статус                                                           |
| ------------------- | ------------------ | ---------- | ---------------------------------- | ---------------------------------------------------------------- |
| 10 июня 1987 года   | Николай Садовников | 19335 м    | Высота в горизонтальном полёте     | Упразднены (изменены правила), на момент упразднения действовали |
| 11 апреля 1987 года | Николай Садовников | 26 с       | Подъём на высоту 3000 м            | Упразднены (изменены правила), на момент упразднения действовали |
| 31 марта 1988 года  | Евгений Фролов     | 37 с       | Подъём на высоту 6000 м            | Упразднены (изменены правила), на момент упразднения действовали |
| 31 марта 1988 года  | Евгений Фролов     | 47 с       | Подъём на высоту 9000 м            | Упразднены (изменены правила), на момент упразднения действовали |
| 11 марта 1987 года  | Николай Садовников | 58 с       | Подъём на высоту 12000 м           | Упразднены (изменены правила), на момент упразднения действовали |
| 11 марта 1987 года  | Николай Садовников | 76 с       | Подъём на высоту 15000 м           | Упразднены (изменены правила), на момент упразднения действовали |
| 17 мая 1988 года    | Олег Цой           | 28 с       | Подъём на высоту 3000 м с 1000 кг  | Упразднены (изменены правила), на момент упразднения действовали |
| 19 апреля 1988 года | Олег Цой           | 38 с       | Подъём на высоту 6000 м с 1000 кг  | Упразднены (изменены правила), на момент упразднения действовали |
| 17 мая 1988 года    | Олег Цой           | 48 с       | Подъём на высоту 9000 м с 1000 кг  | Упразднены (изменены правила), на момент упразднения действовали |
| 17 мая 1988 года    | Олег Цой           | 59 с       | Подъём на высоту 12000 м с 1000 кг | Упразднены (изменены правила), на момент упразднения действовали |

### Подкласс C-1 (неограниченная взлётная масса), группа 3 (реактивные двигатели)
| Дата                 | Пилот              | Достижение | Название                 | Статус                                                           |
| -------------------- | ------------------ | ---------- | ------------------------ | ---------------------------------------------------------------- |
| 27 октября 1986 года | Виктор Пугачев     | 25,37 с    | Подъём на высоту 3000 м  | Упразднены (изменены правила), на момент упразднения действовали |
| 15 ноября 1986 года  | Виктор Пугачев     | 37,05 с    | Подъём на высоту 6000 м  | Упразднены (изменены правила), на момент упразднения действовали |
| 10 марта 1987 года   | Николай Садовников | 44,18 с    | Подъём на высоту 9000 м  | Упразднены (изменены правила), на момент упразднения действовали |
| 10 марта 1987 года   | Николай Садовников | 55,54 с    | Подъём на высоту 12000 м | Упразднены (изменены правила), на момент упразднения действовали |

## Лётно-технические характеристики Т-10-15
Источник

### Технические характеристики
- Экипаж: 1 человек
- Длина: 19,65 м
- Размах крыла: 14,70 м
- Высота: 5,87 м
- Площадь крыла: 59,02 м²
- Масса:
  - максимальная взлётная: 14100 кг (26600 кг для Т-10-20)
  - Масса топлива: 12900 кг (для Т-10-20)
- Нагрузка на крыло: < 239 кг/м² (< 450 кг/м² для Т-10-20)

### Двигатель
- Тип двигателя: Турбореактивный двухконтурный с форсажной камерой
- Модель: «Р-32» (форсированный АЛ-31Ф)
- Тяга:
  - максимальная: 2 × 7600 кгс
  - на форсаже: 2 × 13600 кгс
- Масса двигателя: 1530 кг

### Лётные характеристики
- Максимальная скорость на высоте: 2500 км/ч (М=2,35)
- Боевой потолок: 19335 м (рекорд, установленный 10 июня 1987 года)
- Тяговооружённость: 1,93